# Bajo el Asfalto está la Huerta
BAH (acrònim de Bajo el Asfalto está la Huerta, en català, "Sota l'Asfalt hi ha l'Horta") és un col·lectiu de persones que basant-se en l'agroecologia proposen un model alternatiu de producció, distribució i consum agrícola.
BAH segueix els principis de l'autogestió, l'assemblearisme i l'horitzontalitat, formant una cooperativa unitària de producció-distribució-consum. Els mitjans de producció són de propietat col·lectiva. El col·lectiu es finança a través de les quotes dels socis i es recolza també amb ingressos obtinguts a través de cursos d'agroecologia, venda de samarretes, aportacions solidàries, etc.
Existeixen dos tipus de socis que conformen dos grups:
- Grups de treballadors: són persones que subscriuen un compromís anual per planificar i produir verdura suficient per a la cooperativa durant tot l'any i informar dels avatars de l'horta i preparar documents per a la participació dels consumidors en la planificació dels cultius. Els membres d'aquest grup reben una assignació pel seu treball.
- Grups de consum: són persones que subscriuen un compromís de consum per any que han d'intentar complir, avisant l'assemblea amb suficient antelació si això no anés si és possible.

Les persones d'ambdós grups formen l'assemblea.
La distribució es realitza mitjançant un sistema de bosses, que divideix en parts iguals la producció entre els socis, de tal manera que tots reben quantitats equivalents de verdures i hortalisses amb freqüència setmanal.
Són coautors de Los pies en la tierra. Reflexiones y experiencias hacia un movimiento agroecologico (VV.AA. (2006) Virus). També promouen el major aprofitament de l'espai urbà amb finalitats agrícoles.